# Hlinaia (rejon Grigoriopol)
Hlinaia (ros. Глиное, Glinoje) – wieś w Mołdawii (Naddniestrzu), w rejonie Grigoriopol, siedziba gminy o tej samej nazwie. W 2004 roku liczyła 2718 mieszkańców.

## Położenie
Miejscowość znajduje się na lewym brzegu Dniestru, pod faktyczną administracją Naddniestrza, w odległości 15 km od Grigoriopola i 60 km od Kiszyniowa.

## Historia
Wioska po raz pierwszy została wspomniana w XVIII wieku na mapie wojskowej pod nazwą Glinca. Pierwszymi mieszkańcami wsi byli Mołdawianie, którzy uciekli z prawego brzegu Dniestru przed presją fiskalną i Kozakami zaporoskimi. Od 1781 roku we wsi znajdowała się cerkiew. W 1795 roku wieś liczyła 394 mieszkańców. W 1809 roku przybyli do wioski pierwsi niemieccy osadnicy, którzy otrzymali ziemię na posiadłość wiejską i założyli kolonię o nazwie Gluckstal (Dolina szczęścia). W 1818 roku przybyli tu kolejni koloniści z Europy, korzystali ze zwolnień podatkowych i działek, które zostały zwolnione przez wojsko. Wszystko to pozwoliło stworzyć tu zamożną społeczność. W 1866 roku Gluckstal liczyło 306 gospodarstw domowych z 1506 mieszkańcami. Koloniści zbudowali kamienne domy pokryte czerwonymi markizami oraz kościół luterański. Reformy lat 60. i 70. XIX wieku skłoniły wielu kolonistów do emigracji, ponieważ wskutek wprowadzenia instytucji ziemstw prawa i samorządność kolonii niemieckich zostały zmniejszone. W 1874 roku ustawa o służbie wojskowej zobowiązała wszystkich mężczyzn, którzy ukończyli 21 lat, do pełnienia czynnej służby wojskowej przez sześć lat i 9 lat w rezerwie. Wielu Niemców uznało to za ostateczną utratę przywilejów. W latach 1892–1893 w Gluckstal istniały dwie szkoły, apteka, szpital, poczta oraz wiatraki. W okolicy wydobywano również kamień do budowy budynków. W 1895 roku wieś liczyła 3599 mieszkańców, a w 1897 roku 3345. Około pierwszej wojny światowej wielu niemieckich kolonistów wyemigrowało do USA i Ameryki Południowej. Podczas drugiej wojny światowej nieliczni pozostali powrócili do Niemiec, dlatego też w 1949 roku wieś liczyła tylko 495 mieszkańców. W okresie sowieckim we wsi otwarto 8-letnią szkołę, klub z instalacją kinową, bibliotekę, warsztaty pomocy społecznej, pocztę, przedszkole, sklep oraz centrum medyczne.

## Demografia
Według danych spisu powszechnego w Naddniestrzu w 2004 roku wieś liczyła 2718 mieszkańców, z czego największą część stanowili: Mołdawianie, Rosjanie oraz Ukraińcy.